# هجوم أطمة 2016
في 15 أغسطس 2016، تم تنفيذ عملية تفجير انتحارية ضد مركز مزدحم للمعارضة السورية في معبر أطمة الحدودي، قتل 50 معارضًا سوريًا وعدة مدنيين، وأفادت الأنباء أن جنديين تركيين جرحان. تبنت الدولة الإسلامية الهجوم، التي أعلنت أنه كان يستهدف مقاتلي المعارضة في فيلق الشام وحركة نور الدين الزنكي. وينتمي نحو 32 من المقاتلين القتلى إلى نور الدين الزنكي.

## الهجوم
دمرت بالكامل الحافلة التي تحمل عددًا كبيرًا من مقاتلي المعارضة في الانفجار الذي تسبب في مقتل 40 شخصًا وإصابة 50 آخرين. كانت فصائل المعارضة في الجيش السوري الحر تستعد للتعبئة من الحدود التركية إلى جبهة حلب للقتال ضد الجيش السوري أو ضد الدولة الإسلامية.